# 亞拉臘 (北卡羅萊納州)
亞拉臘（英語：Ararat）是位於美國北卡羅萊納州薩里縣的非建制地區。

## 歷史
亞拉臘的郵局自1903年營運至今。

## 地理
亞拉臘所處的海拔為高於海平面275米（即902英呎），而該地所採用的時區為UTC-5，即北美东部时区（EST）。同時該地設有夏令時間，為UTC-5調快一小時，即UTC-4（EDT）。